# 佐伯種知
佐伯 種知（さえき しげかず）は明治期の造営技師。臨時建築局に入り、司法省新築工事を担当した。
その後、大阪控訴院、大阪地方裁判所などの工事をてがける。
皇居造営に参加後、明治27年に東宮御所御造営局御用掛となり、工事完了までこれに従事した。
1897年（明治30年）に退官。1900年（明治33年）には秋田県工師。1901年（明治34年）には警視庁の監獄署建築工事監督となる。 